# Eikon Basilike
L'Eikon Basilike (in greco: Εἰκὼν Βασιλική, "Ritratto reale"), The Pourtrature of His Sacred Majestie in His Solitudes and Sufferings, è una autobiografia spirituale attribuita a re Carlo I d'Inghilterra. Essa venne pubblicata per la prima volta il 9 febbraio 1649, dieci giorni dopo la decapitazione del sovrano per ordine del parlamento come conseguenza della Guerra civile inglese scoppiata in quell'anno.

## Contenuti e paternità

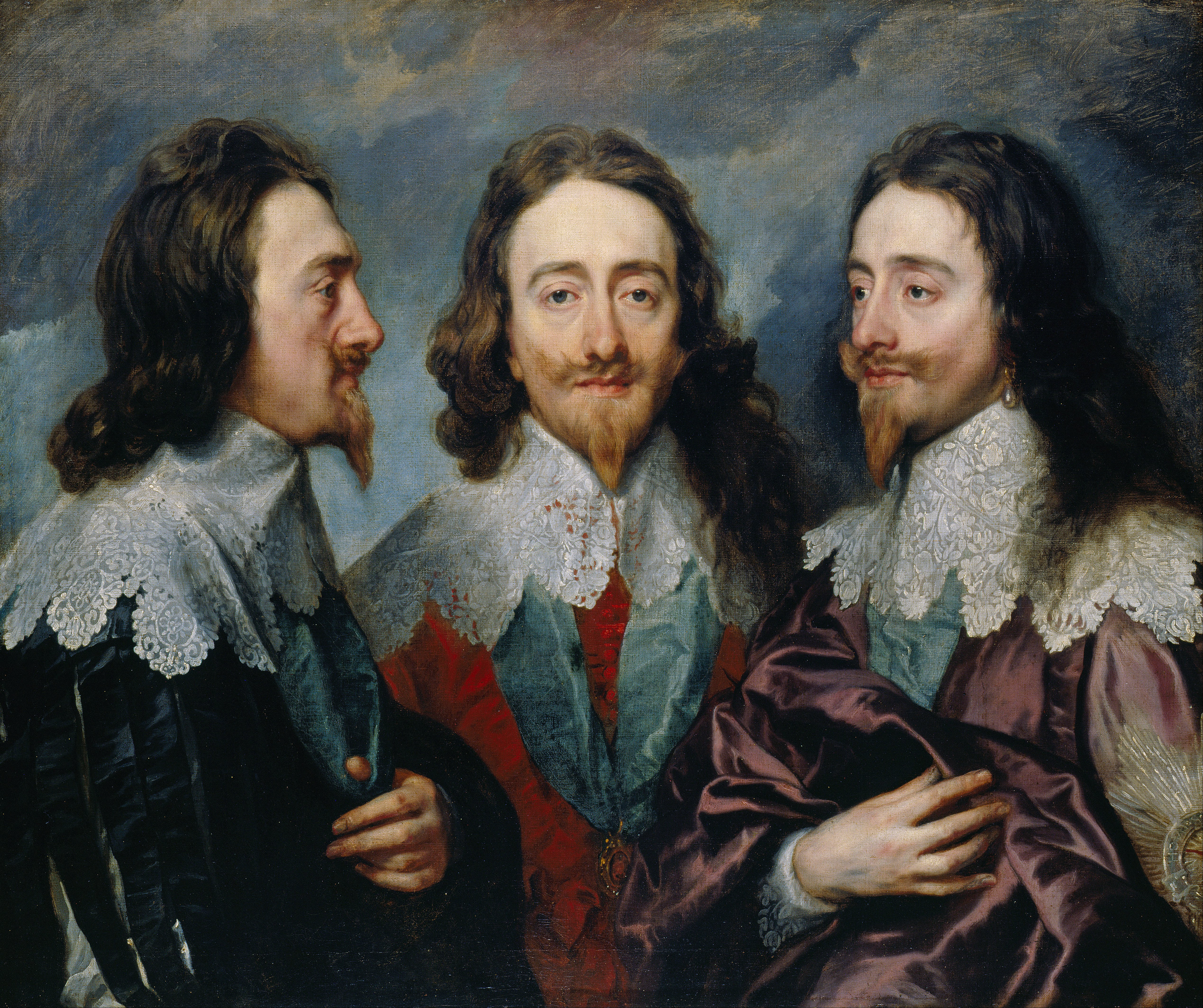
Il famoso Triplo ritratto di Carlo I dipinto da Van Dyck. Bernini, vedendo questo ritratto, lo definì "il ritratto di un condannato."

Scritto con stile semplice, immediato e comprensibile, nella forma di un diario, il libro combina preghiere ireniche inneggianti al perdono per gli esecutori di Carlo I con la giustificazione del realismo e del programma militare del re che portarono alla guerra civile in Inghilterra.
Non è certo che sia stato Carlo stesso a scrivere il libro, dal momento che con la restaurazione persino John Gauden, vescovo di Worcester, se ne assunse la paternità. Su questo punto ancora oggi gli studiosi sono piuttosto dibattuti dal momento che se così fosse Gauden avrebbe dovuto avere libero accesso a molte delle carte private di re Carlo quando questi era ancora in vita per poter pubblicare il libro appena una settimana dopo la sua esecuzione. Jeremy Taylor disse che fu tra coloro che curarono la stesura finale del testo, citando anche il titolo originale che doveva essere Suspiria Regalia, ovvero "Sospiri reali".
Alcune edizioni successive dell'Eikon Basilike riportano un commento di William Levett, scudiero e membro della corte di Carlo I per lungo tempo, nonché gentiluomo di camera del sovrano, il quale riportò di aver visto Carlo I in persona redigere il testo in sua presenza durante la prigionia dei due sull'Isola di Wight. Da molti Levett era ritenuto un testimone tra i più accreditati sulla vicenda della vita e della morte di Carlo I dal momento che era stato proprio lui a curare il trasferimento del cadavere del sovrano al Castello di Windsor dopo l'esecuzione perché gli fosse data degna sepoltura.
Chiunque abbia scritto l'Eikon Basilike, ad ogni modo, si distingue ancora oggi come un eccellente autore di prosa in stile, conoscitore e sfruttatore di quella pietà anglicana espressa da Thomas Cranmer nel suo Book of Common Prayer. Ciò che ne risulta è l'immagine di un monarca vittima dei suoi aguzzini, il quale pur ammettendo le sue debolezze, dichiara fermamente i suoi principi religiosi e la purezza delle sue scelte politiche, continuando a confidare in Dio pur nelle avversità. Lo stesso autore accusa il monarca (o si autoaccusa) di aver ceduto alle richieste del parlamento nella decapitazione del conte di Strafford e per questo peccato Carlo pagò col suo trono e con la sua vita. In più passi, la visione di Carlo I come un re martire, lo ravvicina alla figura di Gesù.
Il pathos con cui il testo è scritto lo rese subito uno dei pezzi forti della propaganda realista anche durante la stessa guerra civile, e fu molto popolare malgrado il divieto imposto dalle autorità alla sua circolazione durante il periodo del protettorato di Cromwell, tornando pienamente in auge con la restaurazione monarchica. Solo nel 1649 era già stato edito in 36 edizioni. Per il successo avuto dal libro sulla figura del re, il parlamento commissionò a John Milton la scrittura dell'Eikonoklastes ("L'iconoclasta") sempre nel 1649, come risposta al testo monarchico, puntando alla rappresentazione di Carlo I come un monarca assoluto, un cattolico papista ed un traditore della legge dello Stato e di Dio. Questo contrattacco teologico ad ogni modo non ebbe la meglio, dal momento che l'Eikonoklastes fu bandito con la restaurazione.

## Antiporta allegorica

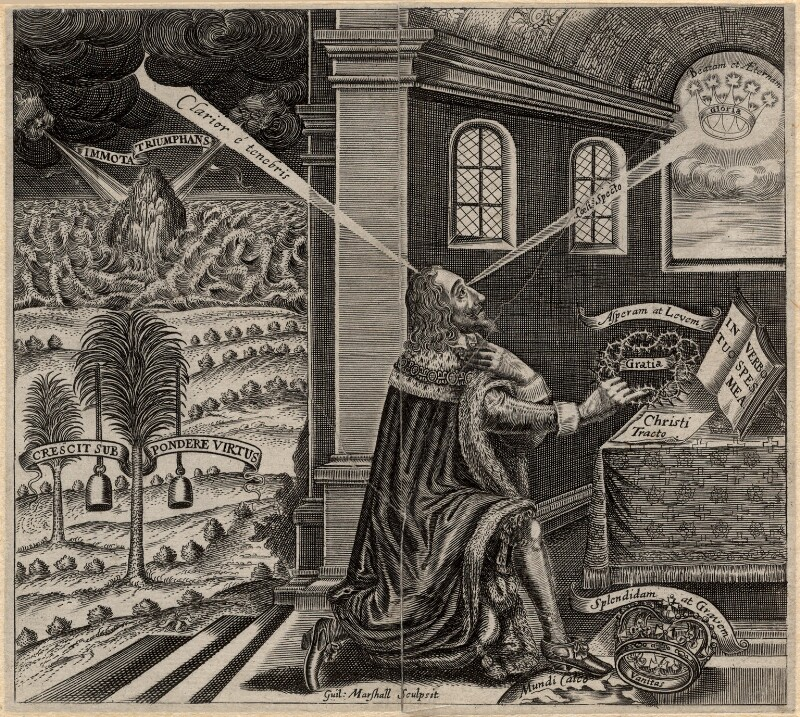

L'antiporta fortemente allegorica dell'Eikon Basilike rappresenta Carlo I come un martire cristiano. Le scritte in latino sono:
- IMMOTA, TRIVMPHANS — "Immota, Trionfante" (pergamena presso la figura della roccia);
- Clarior é tenebris — "Luce tra le tenebre" (raggio di luce tra le nuvole);
- CRESCIT SUB PONDERE VIRTVS — "La virtù cresce tra i pesi" (pergamena attorno all'albero);
- Beatam & Æternam — "Benedetto ed Eterno" (attorno alla corona stellata che riporta anche la parola GLORIA ("Gloria")); in contrasto con:
  - Splendidam & Gravem — "Splendida e Pesante" (attorno alla Corona d'Inghilterra, che si trova ai piedi del re), col motto Vanitas ("vanità"); e
  - Asperam & Levem — "Dura e leggera", la corona di spine dei martiri che Carlo tiene tra le mani; contiene al suo interno il motto Gratia ("grazia");
- Coeli Specto — "Guardo al Paradiso";
- IN VERBO TVO SPES MEA — "Nella Tua parola è la mia speranza";
- Christi Tracto — "Dalle parole di Cristo";
- Mundi Calco — "Ho calpestato il mondo".

L'antiporta reca un'incisione di William Marshall. Nella prima edizione è accompagnata da versi latini ed inglesi tesi a spiegare la figura. I versi in inglese recitano:
Palm-like Depress'd, I higher rise
And as th'unmoved Rock outbraves
The boist'rous Windes and raging waves
So triumph I.  And shine more bright
In sad Affliction's darksom night.
That Splendid, but yet toilsom Crown
Regardlessly I trample down.
With joy I take this Crown of thorn
Though sharp, yet easy to be born.
That heavn'nly Crown, already mine
I view with eyes of Faith divine.
I slight vain things, and do embrace
come palme fiaccate, crescerò più alto
E come quella roccia invitta
[squassata] da venti e da onde terribili
così io trionfo. E brilla più luminosa
nella triste afflizione della notte scura.
Quella splendida, ma faticosa corona
senza riguardo abbasso.
Con gioia prendo questa corona di spine
di forma dura, ma facile da indossare.
Quella divina corona, già mia [predestinatami]
la vedo con gli occhi della fede in Dio.
Evito le cose vane, e abbraccio
la gloria, la giusta ricompensa della grazia divina.»

## Re Carlo venerato dalla Chiesa d'Inghilterra

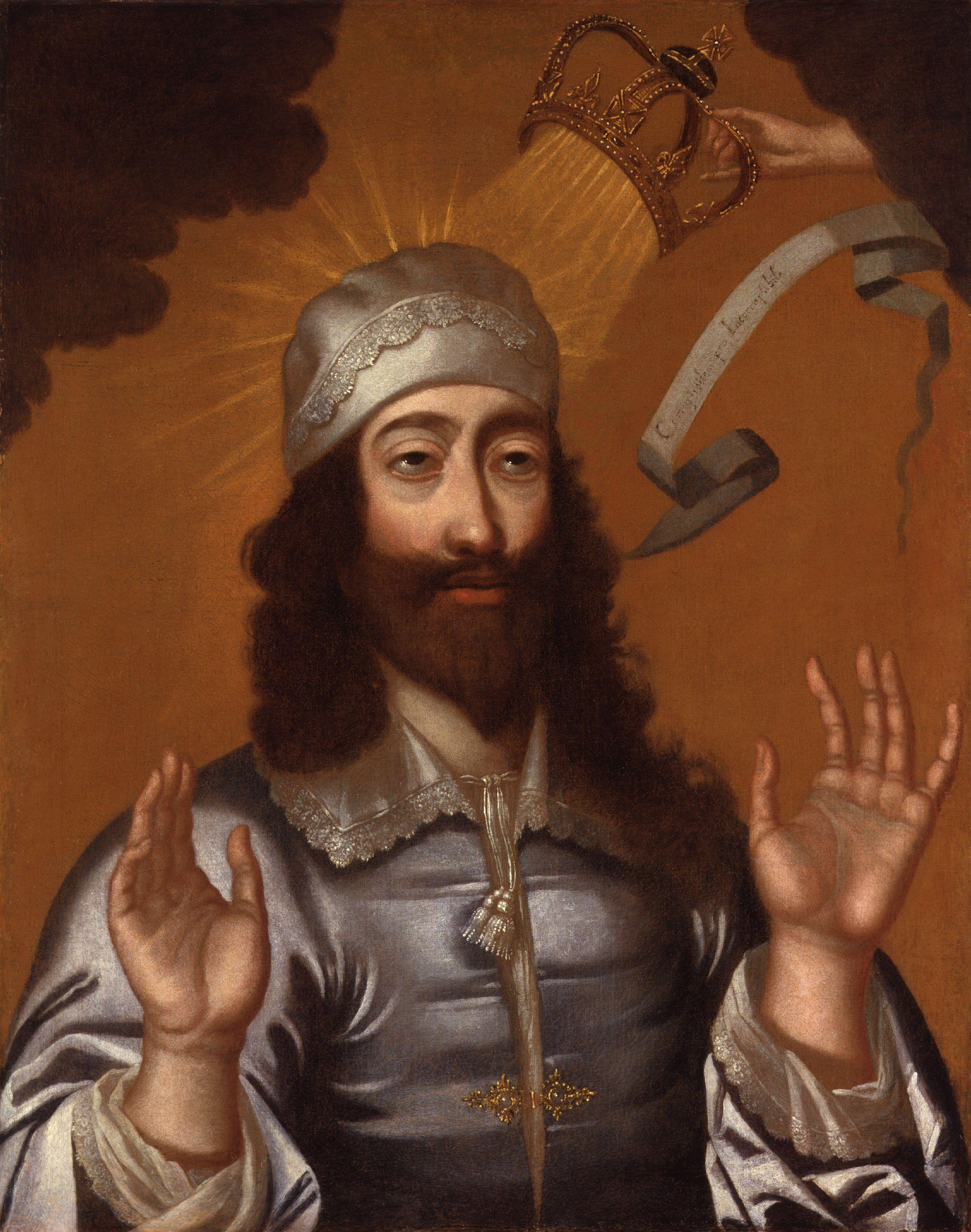
Ritratto devozionale di Carlo I raffigurato come santo martire

L'Eikon Basilike e la sua rappresentazione dell'esecuzione di Carlo I come del suo martirio fu un successo, e la restaurazione monarchica giunse ad aggiungere il 30 gennaio tra le ricorrenze sante da segnalarsi nel Book of Common Prayer. Il 19 maggio 1660, la Convocazione di Canterbury e York canonizzò re Carlo I alla presenza di Carlo II suo erede e lo aggiunse tra i santi venerati dalla chiesa inglese. Carlo I è l'unico santo quindi formalmente canonizzato dalla Chiesa anglicana.
La commemorazione venne rimossa dai libri di preghiera solo dalla regina Vittoria nel 1859 e quasi parallelamente nacque il movimento della Society of King Charles the Martyr, fondata ufficialmente nel 1894, che ancora oggi lavora per promuovere e restaurare il nome del sovrano, incoraggiandone la venerazione come martire regale.

## Rappresentazione di Carlo come martire nel testo
Richard Helgerson suggerisce che l'Eikon Basilike rappresenti il culmine di una strategia rappresentativa inaugurata già dai suoi predecessori: l'assolutismo testuale di Giacomo I e la "performance iconica" di Elisabetta I. Come nota lo studioso inglese Helgerson si può dire che l'uso della stampa allegorica in quest'opera sia una strategia affine ai pamphlets utilizzati all'epoca di Elisabetta per la propaganda contro riformista cattolica. Nella visione di Helgerson, l'Eikon Basilike riunisce impulsi devozionali di ogni genere che nella stampa di copertina hanno uno scritturalismo ascendente nel momento dell'esecuzione di Carlo, come il compimento della promessa divina dell'eterna gloria del paradiso secondo la visione cattolica.